# Матилда Енглеска
Матилда од Енглеске (енгл. Matilda of England), позната и као Царица Матилда, била је норманска племкиња краљевске лозе и моћна политичка личност средине 12. века. Поред својих активности у Нормандији, Италији и Немачкој, најпознатија је као вођа политичке фракције и претендент на енглески престо у грађанском рату званом Безакоње. 
Била је кћерка Хенрија I, краља Енглеске. Као дете послата је у Немачку где се удала за будућег цара Светог римског царства Хенрика V. Путовала је са супругом у Италију 1116, где је, под контроверзним околностима, крунисана за царицу у Базилици Светог Петра и деловала као царски регент Италије. Матилда и Хенрик нису имали деце, и када је он преминуо, круну је захтевао Лотар, један од његових политичких непријатеља. У међувремену Матилдин млађи брат Вилијам Аделин, се удавио приликом бродолома Белог брода 1120, оставивши Енглеску суочену са потенцијалном кризом наследства. После смрти Хенрика V, Матилду је отац позвао у Нормандију и уредио да се уда за Жофруу од Анжуја како би формирао савез који би штитио јужне границе његовог краљевства. Хенри I није имао више законите деце и предложио је Матилду за свог наследника, наредивши својим дворанима да се закуну на верост њој и њеној деци. Оваква одлука, међутим, није била популарна на англо-норманском двору. Када је краљ Хенри преминуо 1135, Матилда и Жофруа одмах су наишли на отпор норманских барона и нису могли да испуне своје захтеве. Престо је уместо њих преузео Матилдин рођак Стивен од Блоа, кога је подржавало енглеско свештенство. Стивен је предузео кораке да учврсти своју власт, али је наишао на претње од суседних сила и од противника у свом краљевству.
Матилда је 1139. прешла у Енглеску да силом поврати краљевство. Подржавали су је њен полубрат Роберт од Глостера и њен ујак, Давид I од Шкотске, док је Жофруа био заузет покоравањем Нормандије. Матилдина војска је заробила Стивена у бици код Линколна 1141, али Матилдин покушај да се крунише у Вестминстерској опатији је пропао због оштрог противљења лондонског становништва. Због овог повлачења Матилда никада званично није била проглашена краљицом Енглеске и уместо тога је добила звање леди од Енглеске. Роберт је заробљен након битке код Винчестера 1141. и Матилда се сложила да га размени за Стивена. Матилду је те зиме у оксфордском замку опколила Стивенова војска и она је била приморана да побегне током ноћи преко реке Изис како би избегла заробљавање. Рат се претворио у пат-позицију, у којем је Матилда контролисала већи део југозападне Енглеске, док је Стивен контролисао југоисточну Енглеску и Мидлендс. Велики делови остатка државе су били под контролом локалних барона.
Матилда се 1148. вратила у Нормандију, заједно са својим супругом, и оставила свог најстаријег сина да настави борбу у Енглеској. Он је на крају 1154. наследио престо као Хенри II Плантагенет. Настанила се о свом замку код Риана и остатак живота је посветила управљању Нормандијом, делујући у Хенријево име по потреби. Свом сину је давала политичке савете, нарочито на почетку његове владавине и покушала је да посредује у кризи због убиства Томаса Бекета. Интензивно је сарађивала са Црквом, оснивала је цистерцитске манастире и била је чувена по својој побожности. Сахрањена је у олтару опатије Бек након своје смрти 1167.

## Породично стабло
|  |                                       |  |  |  |  |  |  |  |  |  |  |  |  |  |  |  |
|  | 8. Роберт I Нормандијски              |  |  |  |  |  |  |  |  |  |  |  |  |  |  |  |
|  |                                       |  |  |  |  |  |  |  |  |  |  |  |  |  |  |  |
|  |                                       |  |  |  |  |  |  |  |  |  |  |  |  |  |  |  |
|  | 4. Вилијам Освајач                    |  |  |  |  |  |  |  |  |  |  |  |  |  |  |  |
|  |                                       |  |  |  |  |  |  |  |  |  |  |  |  |  |  |  |
|  |                                       |  |  |  |  |  |  |  |  |  |  |  |  |  |  |  |
|  | 9. Herleva                            |  |  |  |  |  |  |  |  |  |  |  |  |  |  |  |
|  |                                       |  |  |  |  |  |  |  |  |  |  |  |  |  |  |  |
|  |                                       |  |  |  |  |  |  |  |  |  |  |  |  |  |  |  |
|  | 2. Хенри I                            |  |  |  |  |  |  |  |  |  |  |  |  |  |  |  |
|  |                                       |  |  |  |  |  |  |  |  |  |  |  |  |  |  |  |
|  |                                       |  |  |  |  |  |  |  |  |  |  |  |  |  |  |  |
|  | 5. Матилда Фландријска                |  |  |  |  |  |  |  |  |  |  |  |  |  |  |  |
|  |                                       |  |  |  |  |  |  |  |  |  |  |  |  |  |  |  |
|  |                                       |  |  |  |  |  |  |  |  |  |  |  |  |  |  |  |
|  | 1. Матилда од Енглеске                |  |  |  |  |  |  |  |  |  |  |  |  |  |  |  |
|  |                                       |  |  |  |  |  |  |  |  |  |  |  |  |  |  |  |
|  |                                       |  |  |  |  |  |  |  |  |  |  |  |  |  |  |  |
|  | 6. Малколм III Шкотски                |  |  |  |  |  |  |  |  |  |  |  |  |  |  |  |
|  |                                       |  |  |  |  |  |  |  |  |  |  |  |  |  |  |  |
|  |                                       |  |  |  |  |  |  |  |  |  |  |  |  |  |  |  |
|  | 3. Матилда Шкотска                    |  |  |  |  |  |  |  |  |  |  |  |  |  |  |  |
|  |                                       |  |  |  |  |  |  |  |  |  |  |  |  |  |  |  |
|  |                                       |  |  |  |  |  |  |  |  |  |  |  |  |  |  |  |
|  | 14. Едвард Изгнаник                   |  |  |  |  |  |  |  |  |  |  |  |  |  |  |  |
|  |                                       |  |  |  |  |  |  |  |  |  |  |  |  |  |  |  |
|  |                                       |  |  |  |  |  |  |  |  |  |  |  |  |  |  |  |
|  | 7. Маргарета Шкотска                  |  |  |  |  |  |  |  |  |  |  |  |  |  |  |  |
|  |                                       |  |  |  |  |  |  |  |  |  |  |  |  |  |  |  |
|  |                                       |  |  |  |  |  |  |  |  |  |  |  |  |  |  |  |
|  | 15. Агата (супруга Едварда Игзнаника) |  |  |  |  |  |  |  |  |  |  |  |  |  |  |  |
|  |                                       |  |  |  |  |  |  |  |  |  |  |  |  |  |  |  |
|  |                                       |  |  |  |  |  |  |  |  |  |  |  |  |  |  |  |